# عساکر منصوره محمدیه
ارتش منصوره (به ترکی عثمانی: عساکر منصورهٔ محمدیه، به رومانیایی: Asâkir-i Mansûre-i Muhammediye؛ به معنای «سربازان پیروز محمد») یک واحد نظامی ارتش امپراتوری عثمانی بود. توسط محمود دوم تأسیس شد، وی همچنین سپاه ینی‌چری را منحل کرد.
پس از واقعه فرخنده و انحلال سپاه ینی‌چری، سلطان محمود دوم یک واحد نظامی جدید تأسیس کرد و آقا حسین پاشا به فرماندهی سپاه منصوب شد. خسرو پاشا به عنوان سرکرده آنها خدمت می‌کرد.
محمود دوم اولین سلطانی نبود که نوسازی ارتش عثمانی را آغاز کرد. با وجود این، ارتش منصور تا زمان انحلال به سپاه اصلی ارتش امپراتوری عثمانی تبدیل شد. در سال ۱۹۱۲، لباس واحد نظامی تغییر کرد و سرانجام در سال ۱۹۱۸، ارتش عثمانی منحل شد.